# Millardia kondana
Millardia kondana es una especie de roedor de la familia Muridae.

## Distribución geográfica
Se encuentra sólo en la India.

## Hábitat
Su hábitat natural son: Clima tropical o Clima subtropical bosques áridos y zonas de tierras bajas de pastizales secos, y las urbanas.